# Carlos Muñiz Menéndez
Carlos Muñiz Menéndez es un exciclista profesional español nacido el 11 de octubre de 1964 en Pervera (Asturias).

## Biografía
Sus inicios en el mundo del ciclismo fueron en las filas del C.C Avilesino, donde compitió en categorías inferiores siguiendo una buena progresión. Otro equipo en el que militó fue el potente Gaylo-Vanguard.
Su paso por el campo aficionado fue muy bueno. Militando en las filas del equipo Clas, uno de los equipos punteros del ciclismo aficionado español en los años 80. Consiguió muchas victorias importantes como la Vuelta a Navarra y, dos triunfos en la Vuelta a Asturias (años 1985 y 1987), además de muchas carreras de un día, destacando siempre en la montaña. A pesar de ser uno de los aficionados españoles de más nivel, nunca fue llamado por la selección española.
Teniendo varias ofertas de equipos profesionales, como Kelme o Zahor, se decidió a pasar a profesional en 1988 con toda la estructura de CLAS-Cajastur, que debutaba en profesionales con José Manuel Fuente de director deportivo.
Fue una de las revelaciones de la temporada al conseguir ser el 1º neoprofesional de la Vuelta a España, subiendo al podio de Madrid con el maillot blanco de puntos azules de mejor joven. En dicha Vuelta tuvo un gran comportamiento en etapas de montaña como la que finalizaba en Brañillin.
En 1989 bajó el nivel, aun así estuvo adelante en carreras como la Vuelta a Burgos.
En 1990 dio positivo por cafeína en la Vuelta a Andalucía. Ello, junto a diferentes problemas físicos y discrepancias con la directiva del equipo, provocó la no renovación y el fin de su carrera profesional.

## Palmarés
No consiguió victorias como profesional.

## Equipos
- Clas (1988)
- CLAS-Cajastur (1989-1990)